# Lepidosaphes chamaecyparidis
Lepidosaphes chamaecyparidis är en insektsart som beskrevs av Sadao Takagi och Kawai 1966. Lepidosaphes chamaecyparidis ingår i släktet Lepidosaphes och familjen pansarsköldlöss. Inga underarter finns listade i Catalogue of Life.